# Big Pal
Big Pal er en amerikansk stumfilm fra 1925 instrueret af John G. Adolfi.

## Medvirkende
- William Russell som Dan Williams
- Julanne Johnston som Helen Truscott
- Mary Carr som Mary Williams
- Mickey Bennett som Johnny Williams
- Hayden Stevenson som Tim Williams
- Henry A. Barrows som Truscott
- Frank Hagney som Bill Hogan